# 1800 Aguilar
1800 Aguilar је астероид главног астероидног појаса са средњом удаљеношћу од Сунца која износи 2,357 астрономских јединица (АЈ).
Апсолутна магнитуда астероида је 12,6.